# Dhow
Dhow (arapski: داو ) je skupni naziv za niz tradicionalnih plovila s jednim ili više jarbola s trokutastim jedrima u Crvenom moru, na Nilu i u Indijskom oceanu.
Neki povjesničari tvrde, da su dhow izumili Arapi ili Indijci, ali većina ipak smatra, da su to bili Kinezi. Obično sa sportskim dugim tankim trupom, dhow se koristi u trgovini za prijevoz roba, kao što su: voće, riba i pitka voda, uz obale istočne Arabije (arapske države u Perzijskom zaljevu), Pakistana, Indije, Bangladeša i istočne Afrike. Veći dhowi imaju posade od oko trideset mornara, manje obično oko dvanaest.
Točno podrijetlo dhowa nije poznato. Većina znanstvenika vjeruje, da je nastao u Kini između 600. pr. Kr. i 600. godine poslije Krista. Neki tvrde da sambuk, vrsta dhowa, potječe od portugalske karavele.
Čak i do današnjih dana, dhowi na komercijalnim putovanjima između Perzijskog zaljeva i istočne Afrike koriste jedra kao jedini način poriva. Njihov teret uglavnom su datulje i riba u istočnoj Africi i mangrovo drvo u zemljama Perzijskoga zaljeva. Oni često plove na jug s monsunima zimi ili u rano proljeće, i opet natrag u Arabiju u kasno proljeće ili rano ljeto.

## Galerija
- Dhow u Tanzaniji.
- Dhow u Indijskom oceanu.
- Mali dhow u Zanzibaru.
- Umjetnička slika s motivom dhowa.